# Torpön, Eckerö
Torpön är en ö i byn Torp i Eckerö på Åland. Ön ligger i Torpfjärden cirka 80 meter öster om Degersand på fasta Eckerö. I öster breder Björnhuvudfjärden ut sig. På ön finns lämningar efter ryssugnar.
Torpöns area är 1,08 kvadratkilometer och dess största längd är 2 kilometer i nord-sydlig riktning.